# Spatuloricaria nudiventris
Spatuloricaria nudiventris är en fiskart som först beskrevs av Valenciennes, 1840.  Spatuloricaria nudiventris ingår i släktet Spatuloricaria och familjen Loricariidae. Inga underarter finns listade i Catalogue of Life.